# Roland Reber
Pour les articles homonymes, voir Reber.
Roland Reber est un réalisateur et scénariste allemand né le 11 août 1954 à Ludwigshafen et mort le 11 septembre 2022.

## Filmographie partielle
- 2000 : Das Zimmer (de)
- 2003 : The Dark Side of Our Inner Space
- 2005 : 24/7 The Passion of Life (de)
- 2009 : Engel mit schmutzigen Flügeln (de)
- 2013 : Illusion (de)